# ليا هايوود
ليا هايوود (بالإنجليزية: Leah Haywood)‏ هي مغنية أسترالية، ولدت في 16 أغسطس 1976.

## وصلات خارجية
- ليا هايوود على موقع IMDb (الإنجليزية)
- ليا هايوود على موقع ميوزك برينز (الإنجليزية)
- ليا هايوود على موقع أول ميوزيك (الإنجليزية)
- ليا هايوود على موقع ديسكوغز (الإنجليزية)